# Torre Mayor
Torre Mayor je mrakodrap v Ciudad de México, hlavním městě Mexika. S výškou 225,6 m a 55 patry je nejvyšší budovou ve městě a v celé Latinské Americe.
Budova se nachází na jedné z nejvýznamnějších tříd v metropoli, Paseo de la Reforma. Postavena byla roku 2003, v pozici nejvyšší budovy Ciudad de Méxica tak nahradila mrakodrap Torre Ejecutiva Pemex vysoký 214 m z 80. let 20. století. Výstavba začala roku 1999 a skončila ke konci roku 2003.
Vzhledem k nebezpečí seismických otřesů byly do stavby zakomponovány mnohé prvky snižující následky zemětřesení. Budova je tak označována jako nejodolnější proti zemětřesení; spolu s mrakodrapem U.S. Bank Tower v Los Angeles v Kalifornii má vydržet otřesy o síle až 8,5 stupňů Richterovy stupnice.
4. prosince 2004 byla pro veřejnost otevřena i vyhlídková plošina v 52. patře budovy, dnes ovšem není veřejně přístupná. Vyhlídku na centrum města si ale stále můžete vychutnat z horního patra mrakodrapu Torre Latinoamericana.